# Argument d'un nombre complexe
Pour les articles homonymes, voir Argument.
Pour un article plus général, voir nombre complexe.

Cette figure montre qu'un argument n'est pas unique. Ajouter à un argument (i.e. faire un tour de plus) donne toujours un argument.

En mathématiques, plus précisément en analyse complexe, un argument d’un nombre complexe z est une mesure de l'angle entre la demi-droite des nombres réels positifs (l'axe des abscisses) et celle issue de l'origine et passant par le point représenté par z (voir la figure ci-contre). La notion d'argument n'a pas de sens pour zéro. On mesure un argument en radians. Il n'y a pas de valeur unique pour un argument puisque les angles sont les mêmes modulo 2π. Si l'on souhaite une valeur unique, on peut utiliser la notion d'argument principal, qui est l'unique valeur dans {\displaystyle ]-\pi ,\pi ]}.

## Définition

Dans le plan complexe, si z est l'affixe du point M, alors un argument de z correspond à une mesure de l'angle.

Étant donné un nombre complexe z non nul, un argument de z est une mesure (en radians, donc modulo 2π) de l’angle :
{\displaystyle ({\overrightarrow {Ox}},\;{\overrightarrow {OM}})}
où M est l'image de z dans le plan complexe, c'est-à-dire le point d'affixe z.
De manière équivalente, un argument de {\displaystyle z=x+iy} est un nombre réel {\displaystyle \theta } tel que :

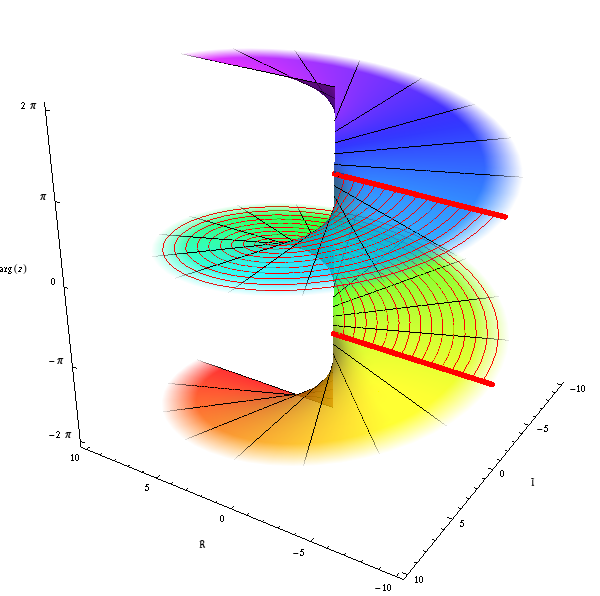
Représentation des valeurs possibles de l'argument, avec sa branche principale hachurée en rouge.

{\displaystyle \cos \theta ={\frac {\Re (z)}{|z|}}={\frac {x}{\sqrt {x^{2}+y^{2}}}}\quad {\text{et}}\quad \sin \theta ={\frac {\Im (z)}{|z|}}={\frac {y}{\sqrt {x^{2}+y^{2}}}}},
où {\displaystyle \Re (z)=x}, {\displaystyle \Im (z)=y} et {\displaystyle \left|z\right|} sont respectivement les parties réelle et imaginaire et le module de z.
Souvent, on note un argument du nombre complexe z de façon simplifiée par :
{\displaystyle \arg z=\theta }
ou plus précisément :
{\displaystyle \arg z\equiv \theta {\bmod {2\pi }}}.
Remarque : en anglais, on parle parfois de la phase ou de l'amplitude d'un nombre complexe : {\displaystyle \mathrm {ph} (z)}.

## Argument principal
L'argument principal de z, noté {\displaystyle {\text{Arg }}z}, est la mesure principale de l'angle {\displaystyle ({\overrightarrow {Ox}},\;{\overrightarrow {OM}})}, soit celle qui appartient à l'intervalle {\displaystyle ]-\pi ,\pi ]} ; on a donc : {\displaystyle \arg z\equiv {\text{Arg }}z{\bmod {2\pi }}}.

## Formules de calcul
- Si z n'est pas un imaginaire pur, {\displaystyle \tan(\arg z)={\frac {y}{x}}={\frac {z-{\bar {z}}}{\mathrm {i} \left(z+{\bar {z}}\right)}}}, où {\displaystyle {\bar {z}}} est le conjugué de z et donc :
si {\displaystyle x=\Re (z)>0}, {\displaystyle {\text{Arg }}z={\text{Arctan}}{\frac {y}{x}}={\text{Arctan}}{\frac {z-{\bar {z}}}{\mathrm {i} \left(z+{\bar {z}}\right)}}}.
- De manière plus générale, l'argument principal d'un nombre complexe z non nul est entièrement déterminé de la façon suivante :
{\displaystyle {\text{Arg }}z={\begin{cases}2{\text{ Arctan}}{\frac {y}{x+{\sqrt {x^{2}+y^{2}}}}}&{\text{si }}z\notin \mathbb {R} _{-}\\\pi &{\text{si }}z\in \mathbb {R} _{-}^{*}{\text{.}}\end{cases}}}

Cette expression se déduit d'une des formules de l'arc moitié, {\displaystyle \tan {\frac {\theta }{2}}={\frac {\sin \theta }{1+\cos \theta }}}.

## Propriétés
Soient z, z1  et z2 des complexes non nuls. On a, {\displaystyle {\bmod {2\pi }}} :
{\displaystyle \arg(z_{1}z_{2})\equiv \arg z_{1}+\arg z_{2}}.
En particulier :
- pour tout réel a non nul : {\displaystyle \arg(az)\equiv {\begin{cases}\arg z&{\text{si }}a>0\\(\arg z)+\pi &{\text{si }}a<0{\text{ ;}}\end{cases}}}
- pour tout entier relatif n : {\displaystyle \arg(z^{n})\equiv n\arg z}.

## Applications à la géométrie
Si A, B, C et D sont quatre points deux à deux distincts du plan complexe d'affixes respectives a, b, c et d, alors :